# Огарков, Денис Константинович
Дени́с Константи́нович Ога́рков (род. 3 декабря 1993, Липецк, Россия) — российский легкоатлет, специализирующийся в спринтерском беге. Призёр чемпионата России в беге на 100 метров (2013). Мастер спорта России.

## Биография
Лёгкой атлетикой занимается с 7 лет. Первым наставником была Ирина Михайловна Котова, тренировавшая Дениса в школьные годы. В настоящее время с ним работают Лидия Филатова и Борис Клюжев.
Становился победителем и призёром всероссийских соревнований в беге на 100 метров среди юношей и юниоров. В 2012 году принял участие в чемпионате мира среди юниоров в Барселоне, где не смог выйти в полуфинал.
В 19 лет стал серебряным призёром чемпионата России в беге на 100 метров и был включён в эстафетную команду для участия в чемпионате мира. Однако принять участие в главном турнире года ему не удалось, поскольку в окончательный квартет были включены другие спринтеры.
В 2015 году на командном чемпионате России выиграл дистанции 100 и 200 метров, причём на второй выполнил норматив мастера спорта России международного класса — 20,70, серьёзно улучшив личный рекорд.
В сентябре 2015 года включен в состав Центра спортивной подготовки Брянской области.

## Дисквалификация
В 2023 году Спортивный арбитражный суд (CAS) признал Огаркова виновным в нарушении антидопинговых правил и дисквалифицировала спортсмена на 4 года. В пробах Огаркова, сданных в период с 2013-го по 2015-й, обнаружили метаболиты стероидов. Расследование нарушения антидопинговых правил велось в рамках дела о базе данных Московской антидопинговой лаборатории (LIMS).

## Основные результаты
| Год  | Турнир                       | Место проведения   | Дисциплина | Место | Результат   |
| ---- | ---------------------------- | ------------------ | ---------- | ----- | ----------- |
| 2012 | Чемпионат мира среди юниоров | Барселона, Испания | 100 м      | 33    | 10,73       |
| 2013 | Чемпионат России в помещении | Москва, Россия     | 200 м      | 5     | 21,96       |
| 2013 | Чемпионат России             | Москва, Россия     | 100 м      | 2     | 10,48       |
| 2014 | Чемпионат России в помещении | Москва, Россия     | 60 м       | 8     | 6,82        |
| 2014 | Командный чемпионат России   | Сочи, Россия       | 200 м      | 4     | 21,24       |
| 2014 | Чемпионат России             | Казань, Россия     | 200 м      | 4     | 21,45       |
| 2015 | Командный чемпионат России   | Сочи, Россия       | 100 м      | 1     | 10,49       |
| 2015 | Командный чемпионат России   | Сочи, Россия       | 200 м      | 1     | 20,70       |
| 2015 | Чемпионат России             | Чебоксары, Россия  | 100 м      | 3     | 10,43       |
| 2015 | Молодёжный чемпионат Европы  | Таллин, Эстония    | 4 х 100 м  | 3     | 39,45 (NUR) |
| 2015 | Молодёжный чемпионат Европы  | Таллин, Эстония    | 200 м      | 9     | 21,23       |